# Ажимов, Тулебай Хаджибраевич
Тулебай Хаджибра́евич Ажимов (каз. Төлебай Әжімов; 5 апреля 1921 — 14 февраля 1988) — участник Великой Отечественной войны, стрелок 862-го стрелкового полка 197-й стрелковой дивизии 3-й гвардейской армии 1-го Украинского фронта, Герой Советского Союза (1944), сержант. Из спецпоселенцев г. Сургута.

## Биография
Родился в 1921 году в селе Мумра Икрянинской волости Астраханского уезда Астраханская губерния (ныне — Икрянинский район Астраханской области) в семье крестьянина. Казах.
В 1930 году семья Тулебая была включена в число кулаков и отправлена из астраханских степей на спецпоселение в глушь Тюменской области. Семья проживала в п. Чёрный Мыс Сургутского района.
Родители Тулебая рано умерли, и его приняла в семью местная жительница Фаина Зырянова. Окончив начальную школу, мальчик начал трудовой путь в рыбацкой артели колхоза «Верный путь».
В 1940 году женился на Зинаиде Анучиной, 28 апреля 1941 года у молодой пары родился сын Валентин.

#### Участие в Великой Отечественной войне
С началом войны пошёл записываться на фронт добровольцем, но с первой попытки его в РККА не взяли как спецпоселенца. Был призван только в 1942 году, когда 11 апреля 1942 г. было принято Постановление № 1575сс Государственного Комитета Обороны, согласно которому за период с 15 апреля по 15 мая 1942 г. надлежало призвать в Красную Армию «35000 человек за счёт тщательного отбора детей переселенцев и переселенцев призывного возраста».
1942 год стал годом самого массового призыва Сургутского РВК Омской области: на фронт ушло 1100 человек из 2615 человек за период массового призыва с 1938 по 1945 год.
С ноября 1942 года воевал на Северо-Западном, Брянском, Белорусском и 1-м Украинском фронтах. Участвовал в Сталинградской наступательной операции, освобождении Старой Руссы, Орла, Брянска, городов Центральной и Западной Белоруссии, Западной Украины и Польши. Отличился в боях при освобождении Польши. В составе группы разведчиков из 10 человек получил задание форсировать реку Висла и создать плацдарм на её западном берегу. Водную преграду удалось преодолеть только двум бойцам из 10, однако Тулебай с товарищем закрепились на плацдарме и удерживали его до подхода подкрепления. В этом бою герой был тяжело ранен.

##### Подвиг
Из наградного листа:

«…24 июля 1944 года в боях за освобождение города Красностав (Польша) под сильным ураганным артиллерийско-миномётным и оружейно-пулемётным огнём противника рвался вперёд, преследовать его.
С хода форсировав реку Вепш, в упор расстреливая немцев. Ворвавшись в город впереди всех, товарищ Ажимов освобождал дом за домом, уничтожив из личного оружия 15 гитлеровцев. … заметил замертво упавшего товарища. Он сразу понял, что действует вражеский снайпер. Глазомером определив дом, откуда вёлся прицельный огонь, товарищ Ажимов, скрытно подкравшись к дому, стремительно в него ворвался и в упор расстрелял снайпера, обеспечив продвижение батальона вперёд.
В ночь на 31 июля 1944 года под сильным прицельным огнём противника товарищ Ажимов начал форсировать реку Висла. Добравшись до середины, ружейно-пулемётный огонь усилился, у товарища Ажимова пробило лодку, которая стала быстро тонуть. … Ажимов вплавь добрался до левого берега и сейчас же вступил в бой по расширению плацдарма. … Ажимов продолжал двигаться вперёд, ведя огонь, но неожиданно вражеская пуля ранила его. … пересилив боль, кое-как перевязав рану, с ещё большей яростью мстителя-освободителя ринулся в бой …»

Указом Президиума Верховного Совета СССР от 23 сентября 1944 года за образцовое выполнение боевых заданий командования на фронте борьбы с немецкими захватчиками и проявленные при этом отвагу и геройство ефрейтору Ажимову Тулебаю присвоено звание Героя Советского Союза с вручением ордена Ленина и медали «Золотая Звезда» (№ 4539).
В 1944 году жене Тулебая Зинаиде Анучиной пришла похоронка на мужа, а ещё ранее Тулебаю сообщили, что вслед за его сыном, умершим в 1942 году, скончалась и жена Зинаида. Эти два ошибочных известия помешали паре встретиться после войны: думая, что его в Сургуте никто не ждёт, Ажимов уехал в Казахстан, где создал другую семью. Своей дочери он дал имя первой жены — Зинаида.

#### Послевоенное время
После демобилизации жил в Казахстане, в городе Алма-Ате. Служил комендантом самостоятельной военизированной пожарной части.
В июне 1968 года по приглашению краеведа, основателя Сургутского краеведческого музея Ф. Я. Показаньева посетил город, где вырос.
Умер 14 февраля 1988 года, похоронен на Центральном кладбище Алматы.

## Награды
- Медаль «Золотая Звезда» Героя Советского Союза (23.09.1944)[6][7]
- Орден Ленина (23.09.1944)
- Орден Отечественной войны I степени (06.04.1985)[9]
- Орден Славы III степени (13.08.1944)[10]
- Медали

## Память
- Бюст Ажимова установлен в городе Ханты-Мансийске на «Аллее славы», в парке Победы[11].
- 9 мая 2005 года бюст Героя открыт в городе Сургуте[5].